# Tony Philp
Pour les articles homonymes, voir Philp.
 (octobre 2022).
La mise en forme du texte ne suit pas les recommandations de Wikipédia : il faut le « wikifier ».
Les points d'amélioration suivants sont les cas les plus fréquents. Le détail des points à revoir est peut-être précisé sur la page de discussion.
- Les titres sont pré-formatés par le logiciel. Ils ne sont ni en capitales, ni en gras.
- Le texte ne doit pas être écrit en capitales (les noms de famille non plus), ni en gras, ni en italique, ni en « petit »…
- Le gras n'est utilisé que pour surligner le titre de l'article dans l'introduction, une seule fois.
- L'italique est rarement utilisé : mots en langue étrangère, titres d'œuvres, noms de bateaux, etc.
- Les citations ne sont pas en italique mais en corps de texte normal. Elles sont entourées par des guillemets français : « et ».
- Les listes à puces sont à éviter, des paragraphes rédigés étant largement préférés. Les tableaux sont à réserver à la présentation de données structurées (résultats, etc.).
- Les appels de note de bas de page (petits chiffres en exposant, introduits par l'outil «  Source ») sont à placer entre la fin de phrase et le point final[comme ça].
- Les liens internes (vers d'autres articles de Wikipédia) sont à choisir avec parcimonie. Créez des liens vers des articles approfondissant le sujet. Les termes génériques sans rapport avec le sujet sont à éviter, ainsi que les répétitions de liens vers un même terme.
- Les liens externes sont à placer uniquement dans une section « Liens externes », à la fin de l'article. Ces liens sont à choisir avec parcimonie suivant les règles définies. Si un lien sert de source à l'article, son insertion dans le texte est à faire par les notes de bas de page.
- La présentation des références doit suivre les conventions bibliographiques. Il est recommandé d'utiliser les modèles {{Ouvrage}}, {{Chapitre}}, {{Article}}, {{Lien web}} et/ou {{Bibliographie}}. Le mode d'édition visuel peut mettre en forme automatiquement les références.
- Insérer une infobox (cadre d'informations à droite) n'est pas obligatoire pour parachever la mise en page.

Pour une aide détaillée, merci de consulter Aide:Wikification.
Si vous pensez que ces points ont été résolus, vous pouvez retirer ce bandeau et améliorer la mise en forme d'un autre article.

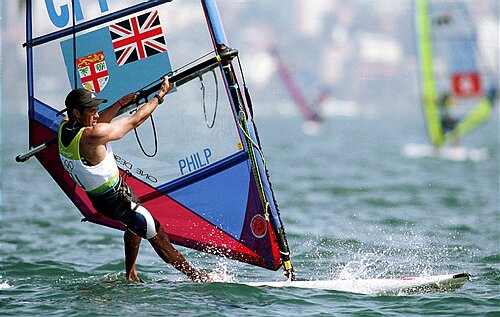
Tony Philp windsurfing

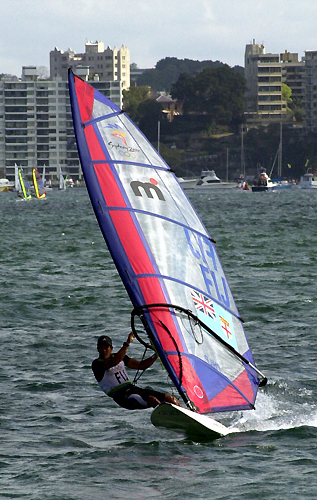
Tony Philp windsurfing

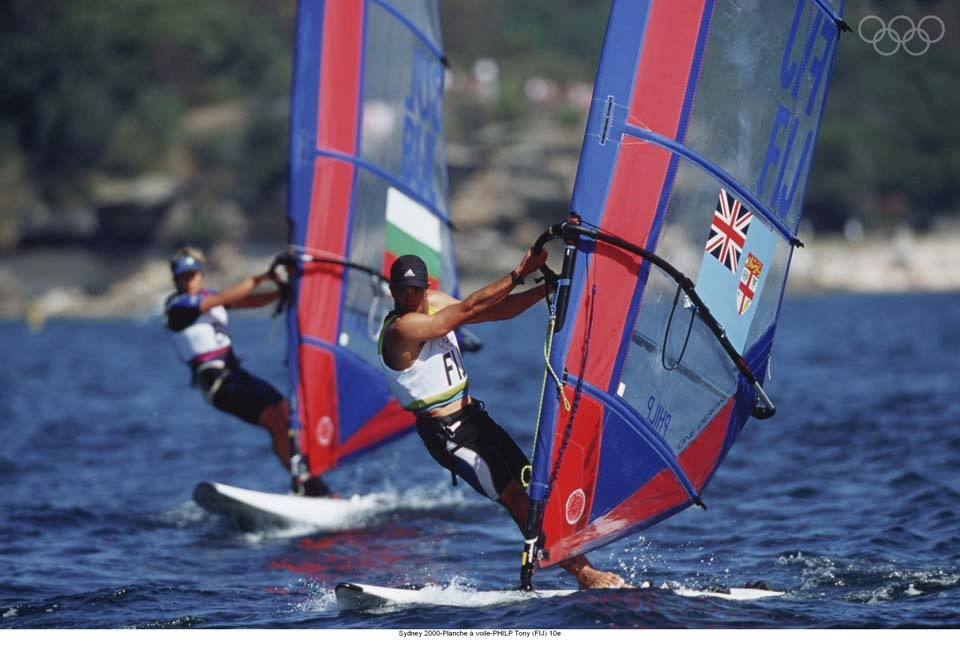
Tony Philp windsurfing

Anthony Steven "Tony" Philp MF est un véliplanchiste fidjien né le 14 juin 1969 à Suva, multiple champion du monde de planche à voile et navigateur olympique. Ambassadeur de marque pour le magazine international The Outdoor Journal, il est aussi consultant pour l'Association internationale de surf – et travaille avec eux sur les championnats du monde de Stand Up Paddle et Paddleboard à Fidji en novembre 2016.
Philp est l'un des deux seuls athlètes nés à Fidji, avec le joueur de golf Vijay Singh, à être champions du monde de leur discipline respective.
Tout au long de sa carrière sportive, Philp a remporté 13 titres individuels aux Championnats du monde de planche à voile en 1991, 1992, 1993, 1994, 1995 (dont 4 titres mondiaux) et a participé à cinq Jeux olympiques consécutifs de 1984 à 2000. Il a également été vice-champion aux championnats du monde de planche à voile en 1989 et aux championnats du monde Mistral en 1999 et a remporté le classement mondial ISAF (International Sailing Association Federation) pour la planche à voile olympique en 1997.
À 15 ans, Philp était le plus jeune athlète à avoir jamais concouru dans une compétition de voile olympique (Los Angeles 1984). Il était porteur de drapeau pour son pays aux jeux olympiques d'été 2000. Il a été nommé membre de l’Ordre des Fidji, la plus haute distinction honorifique fidjienne, en 1995 et a été intronisé au Panthéon des sports de Fidji en 2009, pour son palmarès et sa contribution au sport à Fidji. 

## Résultats (sélection)
| Result      | Event                                    | Venue/Country                           | Année |
| ----------- | ---------------------------------------- | --------------------------------------- | ----- |
| 1er         | Championnats de planche à voile de Fidji | Île de Beachcomber, Fidji               | 1983  |
| 3e          | Jeux du Pacifique                        | Nouméa, Nouvelle-Calédonie              | 1987  |
| 2e          | Championnats du monde de planche à voile | Belmont, Australie                      | 1989  |
| 1er         | Championnats du monde de planche à voile | Adélaïde, Australie                     | 1991  |
| 2e          | Jeux du Pacifique                        | Port Moresby, Papouasie Nouvelle Guinée | 1991  |
| 1er         | Championnats du monde de planche à voile | Port Elizabeth, Afrique du Sud          | 1992  |
| Distinction | Sportif de l'année                       | Fidji                                   | 1992  |
| 1er         | Championnats du monde de planche à voile | Sardaigne, Italie                       | 1993  |
| 2ème        | Championnats Australiens                 | Perth, Australie                        | 1993  |
| 1er         | Championnats du monde de planche à voile | Illawarra, Australie                    | 1994  |
| Distinction | Sportif de l'année                       | Fiji                                    | 1994  |
| 1er         | Championnats du monde de planche à voile | Pacific Harbour, Fidji                  | 1995  |
| 3ème        | tournoi pré-olympique                    | Savannah, USA                           | 1994  |
| 1er         | Go for Gold (Olympic series regatta)     | Georgia, USA                            | 1995  |
| 2e          | tournoi pré-olympique                    | Savannah, USA                           | 1995  |
| 2e          | Jeux du Pacifique                        | Papeete, Tahiti                         | 1995  |
| 1er         | North American Championships             | Jeykl Is. (GA), USA                     | 1995  |
| 3e          | Miami Olympic Week                       | Baie de Biscayne (FL), USA              | 1995  |
| 2e          | Kiel Olympic Week                        | Kiel, Allemagne                         | 1995  |
| 7e          | Mistral World Championships              | Port Elizabeth, Afrique du Sud          | 1995  |
| 3e          | Championnats Européens                   | Nice, France                            | 1996  |
| 3e          | Semaine Olympique de Palamos             | Palamos, Espagne                        | 1996  |
| 1er         | Hong Kong Open                           | Kowloon Bay, Hong Kong                  | 1996  |
| 1er         | Asia Mistral Elite Regatta               | Guangdong, Chine                        | 1996  |
| 1er         | World Ranking (ISAF)                     |                                         | 1997  |
| 9e          | Mistral World Championships              | Perth, Australie                        | 1997  |
| 2ème        | Semaine Olympique de Kiel                | Kiel, Allemagne                         | 1997  |
| 1er         | Semaine Olympique de Rome                | Anzio, Italie                           | 1997  |
| 1er         | Sail Melbourne ISAF World Cup Series     | Melbourne, Australie                    | 1997  |
| 1er         | Semaine des lacs autrichiens             | Neusiedler See, Autriche                | 1997  |
| 1er         | Semaine Olympique d'Hyères               | Hyères, France                          | 1997  |
| 2ème        | Semaine Olympique de Kiel                | Kiel, Allemagne                         | 1998  |
| 2ème        | Mistral World Championships              | Nouméa, Nouvelle Caledonie              | 1999  |
| 1er         | Jeux du Pacifique                        | Guam                                    | 1999  |
| 3ème        | Semaine Olympique de Voile de Melbourne  | Melbourne, Australie                    | 1999  |
| 1er         | Trade Wind Trophy                        | Île des Pins, Nouvelle Caledonie        | 1999  |
| 3ème        | Sail Auckland Olympic Week               | Auckland, Nouvelle-Zélande              | 1999  |
| 3ème        | Semaine Olympique d'Hyères               | Hyères, France                          | 1999  |
| 3ème        | Oceania Championships                    | Sydney, Australie                       | 2000  |
| 3ème        | French Championships                     | Brest, France                           | 2000  |
| 5e          | Mistral World Championships              | Mar del Plata, Argentine                | 2000  |

,